# Институт проблем современного искусства Национальной академии искусств Украины
Институт проблем современного искусства Национальной академии искусств Украины (укр. Інститут Проблем Сучасного Mистецтва) — учреждение, обеспечивающее академические программы, а также художественную деятельность в области современного искусства. Основан в декабре 2001 года. Специализируется на фундаментальных научных исследованиях, последипломном образовании, книгоиздательстве, конференциях, связанных с современной историей искусства и культурологией.

## Задачи
- Систематизация информации о новых мировых разработках и исследованиях во всех областях искусства XX—XXI веков.
- Мониторинг деятельности культурных институций и анализ результатов их работы.
- Научные исследования по теории и истории мировой и украинской культуры в разрезе изучения её как целостности, а также с точки зрения выявления универсальных закономерностей исторических проявлений, эволюции и функционирования в современном мире гипертехнологий.
- Подготовка соискателей высшего образования степени доктора философии по специальности 034 «культурология»
- Специализированный учёный совет Д 26.460.01 с правом принятия к рассмотрению и проведения защит диссертаций на соискание учёной степени кандидата и доктора искусствоведения по специальности 26.00.01 «Теория и история культуры» (председатель совета — А. Ю. Клековкин, заместитель председателя — А. А. Роготченко, учёный секретарь — И. Б. Савчук).

## Руководство
- Директор — В. Д. Сидоренко, народный художник Украины, академик НАИ Украины, профессор
- Заместитель директора по научной работе — И. Б. Савчук, доктор искусствоведения, старший научный сотрудник
- Заместитель директора по экономическим вопросам — С. А. Чернец
- Заместитель директора по общим вопросам — В. В. Мукасеев
- Учёный секретарь — А. А. Чибалашвили, кандидат искусствоведения
- Заведующий отделом теории и истории культуры — Р. И. Безуглая, доктор искусствоведения, доцент
- Заведующий отделом эстетики  — А. Ю. Клековкин, заслуженный деятель искусств Украины, доктор искусствоведения, профессор
- Заведующий отделом методологии художественной критики —  Г. А. Вышеславский, кандидат искусствоведения
- Заведующий отделом кураторской выставочной деятельности и культурных обменов — Н. М. Булавина
- Заведующий отделом культурных стратегий, инициатив и технологий — С. Г. Васильев, заслуженный деятель искусств Украины, доцент
- Заведующий отделом визуальных практик — О. А. Авраменко, кандидат искусствоведения, старший научный сотрудник
- Заведующий отделом искусства новейших технологий — О. С. Ременяка, кандидат искусствоведения, старший научный сотрудник
- Заведующий отделом театроведения — А. И. Веселовская, доктор искусствоведения, профессор
- Заведующий отделом дизайна и архитектуры — Н. Н. Кондель-Перминова, кандидат архитектуры, старший научный сотрудник[3]

## Проекты

Институт проблем современного искусства. Галерея

- 50-я и 52-я Венецианские бьеннале (Италия; В. Д. Сидоренко, кураторы: А. И. Соловьёв, А. К. Федорук),
- «Восточные соседи» (Утрехт, Нидерланды),
- «Аутентификация» (Париж, Франция),
- «ГогольFest» (куратор А. П. Соломуха),
- «Арт-Киев» (куратор А. П. Соломуха),
- «Гурзуфские сезоны» (куратор О. А. Авраменко),
- «Киев-Париж»,
- «Международный фестиваль социальной скульптуры», «Новейшие направления» (Украина).
- «Быстрее истории», Музей современного искусства KIASMA (Финляндия),
- «Кровь — линии и связи», Денверский музей современного искусства (США),
- «Траверс Видео» 10-й Международный фестиваль инсталляции и видео, Тулуза (Франция),
- «Сейчас», 5-й Международный арт-фестиваль, Магдебург (Германия).

### Фильмы
- «Николай Винграновский» (реж. Марина Кондратьева),
- «Однажды я проснулась» (реж. Марина Кондратьева),
- «Реальный мастер-класс» (реж. Оксана Чепелик).
- «Первая столица научного будущего» (реж. Иван Кулинский),
- «Вернадский. В поисках живого вещества (К 150-летию со дня рождения)» (реж. Иван Кулинский),

## Публикации

### Коллективные монографии
- «Очерки по истории изобразительного искусства Украины XX века» (в 2 книгах, 2006),
- «Очерки по истории киноискусства Украины» (2006),
- «Очерки по истории театрального искусства Украины XX века» (2006),
- «Очерки по истории украинского дизайна XX века» (2012),
- «Украинский театр XX века: Антология спектаклей» (2012).

### Периодические научные издания
- C 1998 — «Мистецтвознавство України Архивная копия от 22 сентября 2020 на Wayback Machine» («Искусствоведение Украины»), сборник научных трудов,
- C 1999 — «Мистецькі обрії (Актуальні проблеми мистецтвознавчої науки і мистецької практики» («Художественные горизонты (Актуальные проблемы искусствоведческой науки и художественной практики»), сборник научных трудов,
- C 2003 — «МІСТ: Мистецтво, історія, сучасність, теорія» («МІСТ: Искусство, история, современность, теория»), сборник научных трудов,
- C 2004 — «Сучасне мистецтво Архивная копия от 3 августа 2020 на Wayback Machine» («Современное искусство»), научный вестник
- C 2004 — «Сучасні проблеми дослідження, реставрації та збереження культурної спадщини» («Современные проблемы исследования, реставрации и сохранения культурного наследия»), сборник научных трудов
- C 2004 — «Художня культура. Актуальні проблеми Архивная копия от 7 октября 2020 на Wayback Machine» («Художественная культура. Актуальные проблемы»), научный вестник,
- C 2005 — «Сучасні проблеми художньої освіти України» («Современные проблемы художественного образования на Украине»), сборник научных трудов,
- 2008—2011 — иллюстрированный журнал «Арт-Курсив».

## Партнеры
- Государственное агентство по вопросам науки, инноваций и информатизации Украины (Киев)
- Государственный фонд фундаментальных исследований (Киев)
- Министерство культуры Украины (Киев),
- Министерство просвещения и науки, молодежи и спорта Украины (Киев),
- Национальная академия искусств Украины (Киев),
- Национальная академия изобразительного искусства и архитектуры (Киев),
- Национальный центр театрального искусства имени Леся Курбаса (Киев),
- Институт современных знаний имени А. М. Широкова (Минск),
- «Терещенковский фонд» (Киев),
- Stichting Cultural Aid (Нидерланды),
- Программа академических обменов имени Фулбрайта (США)
- Kennan Institute Woodrow Wilson International Center for Scholars (USA)